# Shikō Munakata
Shikō Munakata (棟方 志功 Munakata Shikō?,  n. 5 septembrie 1903, Aomori, Japonia – d. 13 septembrie 1975, Tokyo⁠(d), Tōkyō, Japonia) a fost un xilogravor⁠(d) activ în perioada Shōwa din Japonia. El este asociat cu mișcarea sōsaku-hanga⁠(d) și mișcarea Mingei⁠(d) (artă populară). Munakata a primit "Premiul de Excelență" la a doua expoziție internațională de imprimate din Lugano, Elveția, în 1952, și primul premiu la Expoziția Bienală de la São Paulo, Brazilia, în 1955, urmat de Marele Premiu la Bienala de la Veneția în 1956, și Ordinul Culturii⁠(d), cea mai înaltă onoare în arte acordată de guvernul japonez în 1970.

## Tinerețe
Munakata s-a născut în orașul Aomori din prefectura Aomori din nordul Honshū, fiind al treilea dintre cei 15 copii ai unui fierar local. Din cauza împrejurărilor sărace ale familiei sale, el a avut doar studii primare; cu toate acestea, a manifestat o pasiune pentru artă încă din copilărie. În clasa a treia, a început să ilustreze zmee pentru colegii săi.
Munakata a susținut mai târziu că eforturile sale artistice au fost declanșate de Natură moartă: vază cu cinci flori a lui Vincent van Gogh (1853–1890), o reproducere care i-a fost oferită de profesorul său când avea 17 ani. După ce a văzut opera de artă a lui van Gogh, tânărul Munakata a decis că vrea să devină „van Gogh din Aomori”. În 1924, Munakata s-a mutat la Tokyo pentru a-și îndeplini decizia de a deveni pictor profesionist în ulei.
Cariera timpurie a lui Munakata nu a fost lipsită de obstacole. Neputând să-și vândă picturile, a fost nevoit să repare pantofi și să vândă nattō în timpul liber pentru a supraviețui. A fost respins de Bunten (Expoziția Academiei de Artă din Japonia ) de patru ori, până când una dintre picturile sale a fost în cele din urmă acceptată în 1928. Cu toate acestea, până la această dată, atenția sa s-a mutat de la pictura în ulei la arta tradițională japoneză a tipăririi pe lemn.

## Drumul către tipărit pe lemn

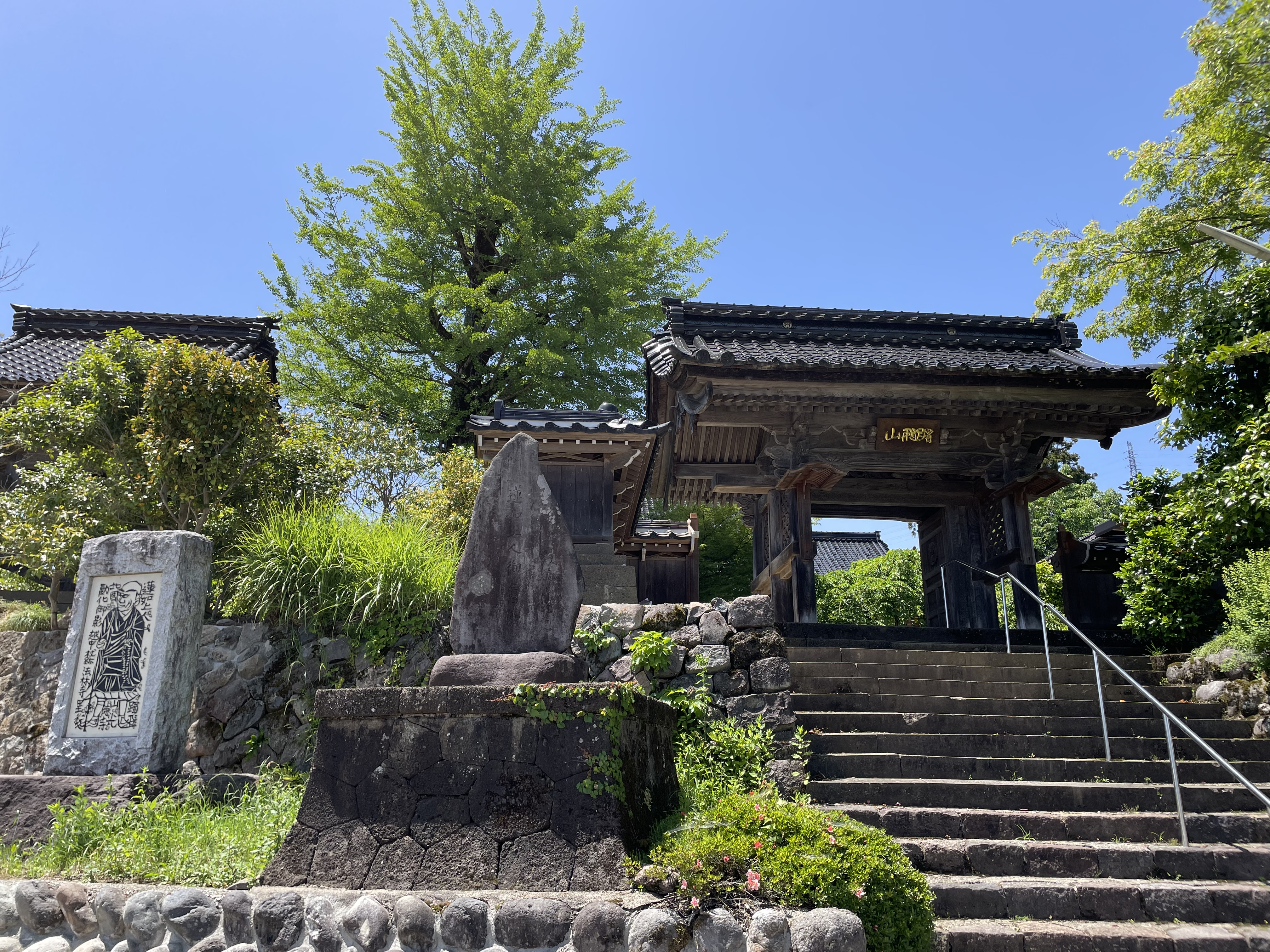
Templul Koutokuji din orașul Fukumitsu, prefectura Toyama, unde a stat Shikō Munakata.

În 1926, Munakata a văzut gravura alb-negru în lemn a lui Kawakami Sumio Vânt de vară timpurie și a decis să lucreze la imprimeuri alb-negru. Începând din 1928, Hiratsuka Unichi (1895–1997), un alt tipografier renumit sōsaku-hanga, i-a predat lui Munakata sculptura în lemn. În 1929, patru dintre imprimatele sale au fost acceptate de Expoziția Shunyokai, ceea ce i-a întărit încrederea în noul mediu. În anul următor, încă patru dintre lucrările sale au fost acceptate pentru expoziția națională Kokugakai, stabilindu-l astfel în cariera sa. Opera sa a făcut parte, de asemenea, și la competițiile de artă de la Jocurile Olimpice de vară din 1932 și Jocurile Olimpice de vară din 1936.
În 1935, Yanagi Sōetsu (1889–1961), părintele mișcării mingei (artă populară), a văzut imprimatele lui Munakata la expoziția anuală de primăvară Kokugakai și a cumpărat douăzeci și cinci de imprimeuri cu Yamato shi Uruwashi de Munakata. Acest eveniment i-a schimbat viața lui Munakata. De atunci, el a fost strâns asociat cu mișcarea de artă populară japoneză. În 1936, Munakata a mers la Kyoto și a vizitat multe temple budiste și a analizat mai multe sculpturi. Expunerea lui Munakata la imaginile religioase budiste i-a influențat în mod semnificativ stilul artistic. Cei Zece Mari discipoli ai lui Buddha (1939) este considerată cea mai mare capodopera a sa.
Casa lui Munakata și majoritatea tipografiilor sale de lemn au fost distruse în bombardamentul american de la Tokyo din mai 1945, unde și animalul său de companie a fost ucis. S-a mutat în orașul Fukumitsu, prefectura Toyama între 1945-1951.

## Perioada postbelică
După cel de-al Doilea Război Mondial, Munakata a produs numeroase tipărituri pe lemn, picturi în acuarelă și ulei, caligrafie și cărți ilustrate. Și-a mutat studioul la Kamakura în Kanagawa pentru a fi mai aproape de Tokyo. A călătorit în străinătate în Statele Unite și Europa în 1959, ținând prelegeri la mai multe universități străine. Lucrările sale au fost apreciate de critici atât în Japonia, cât și în străinătate, și a primit numeroase premii.
Munakata a primit „Premiul de excelență” la cea de-a doua expoziție internațională de tipărire din Lugano, Elveția, în 1952, și premiul I la Expoziția Bienală din São Paulo din Brazilia în 1955, urmat de Marele Premiu la Bienala de la Veneția în 1956. El a primit Ordinul Culturii, cea mai înaltă onoare în artă, de către guvernul japonez în 1970.

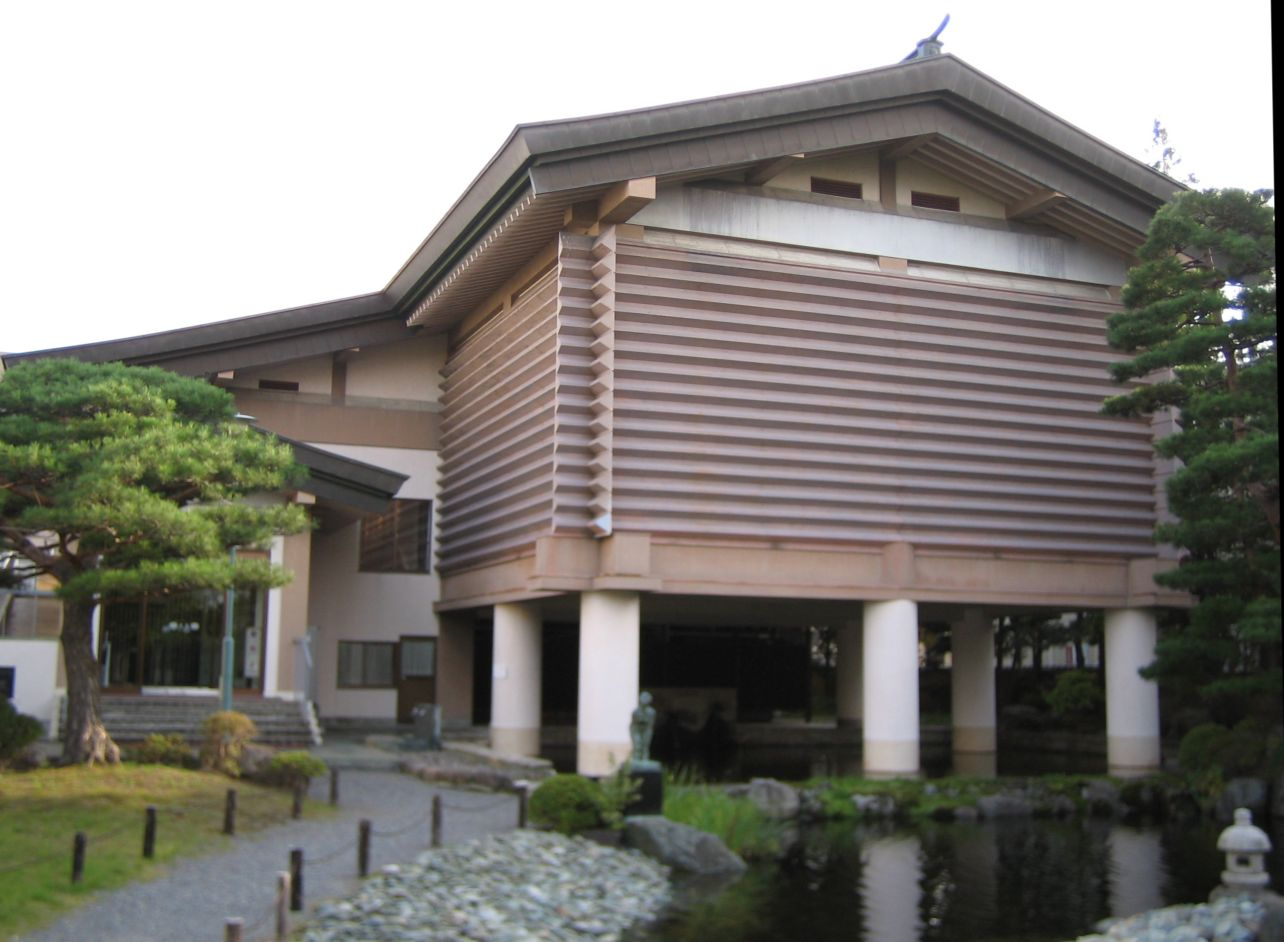
Muzeul Memorial de Artă „Munakata Shiko” din Aomori

Munakata a murit în casa sa din Tokyo. Mormântul lui se află în Aomori, iar piatra sa funerară este modelată după cea a lui Vincent van Gogh.

## Subiect și tehnică
Munakata a preluat multe dintre temele sale din tradițiile nativilor din Aomori, din nordul Japoniei, inclusiv dragostea localnicilor pentru natură și festivaluri populare, cum ar fi festivalul Nebuta . Credința și filosofia lui Munakata au fost înrădăcinate în budismul Shin. Imprimatele sale prezintă imagini cu femei nude plutitoare reprezentând Shinto kami care locuiesc în copaci și plante. Inspirat de poezia din perioada Heian, Munakata a încorporat, de asemenea, poezia și caligrafia în imprimatele sale.
Acest artist extrem de miop își apropia fața aproape în contact cu lemnul când sculpta. În cuvintele sale, „mintea pleacă și instrumentul merge singur”. Munakata a sculptat cu o viteză uimitoare și fără prea multe schițe pregătitoare, producând o vitalitate spontană care este unică imprimeurilor sale. În primele etape ale carierei sale, Munakata a lucrat exclusiv la imprimeuri alb-negru. Mai târziu, la sfatul lui Yanagi Sōetsu (1889–1961), Munakata și-a colorat imprimatele din spate, o tehnică numită urazaishiki .

## Filosofia lui Munakata asupra imprimeurilor în lemn
Spre deosebire de Kōshirō Onchi (1891–1955), tatăl mișcării sōsaku-hanga, care a susținut expresia „eului” de către artiști în crearea de tipărituri, Munakata s-a dezis de orice responsabilitate ca creator de artă. Pentru Munakata, creația artistică este doar una dintre multele manifestări ale forței și frumuseții naturii, care sunt inerente blocului de lemn în sine. Munakata a numit prints itaga în loc de hanga, punând accent pe material în loc de procesul de tipărire. (scris în același kanji, han se referă la procesul de imprimare, în timp ce ita se referă la blocul de lemn în sine). În cuvintele lui Munakata, „esența hanga constă în faptul că trebuie să te supui căilor lemnului... există o putere în lemn și nu se poate forța unealta împotriva acelei puteri." Subiectul și stilul artistic al lui Munakata sunt foarte mult caracterizate de filozofia sa privind supremația materialului și forța și frumusețea inerente naturii.

## Citate ale lui Shiko Munakata
„Asemenea imensității spațiului, ca un univers nelimitat, nespus, inaccesibil și enigmatic – aceasta este gravura în lemn.”
„Natura gravurii în lemn este așa, încât nici măcar o greșeală în sculptura sa nu o va împiedica să se materializeze cum e menită.”
„Preocuparea că ar fi urât este caracteristică gândurilor umane și nu gravării în lemn.”
„Este inerent gravurii în lemn că nu poate fi niciodată urâtă”
„Tabloul în lemn, nepăsător de bine și rău, de idei, de diferențe, ne spune că el constă numai din adevăr.”
„Tocmai frumusețea acestei <căi> va mări și mai mult nelimitarea lumii frumuseții”.
(din Shiko Munakata, Munakata: „Calea” gravurii în lemn, Brooklyn, Pratt Adlib Press, 1961).

## Filatelie
Una dintre lucrările lui Munakata, „Benzaiten”, a apărut pe un timbru poștal comemorativ din 1982 emis de guvernul japonez ca parte a unei serii despre arta japoneză modernă.

## Galerie

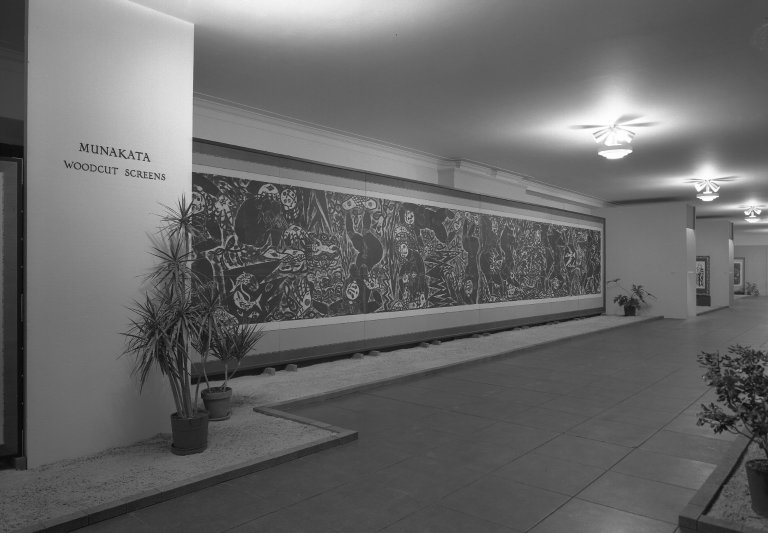
Xilogravurile lui Shiko Munakata la Muzeul din Brooklyn, 9 ianuarie - 18 februarie 1968.
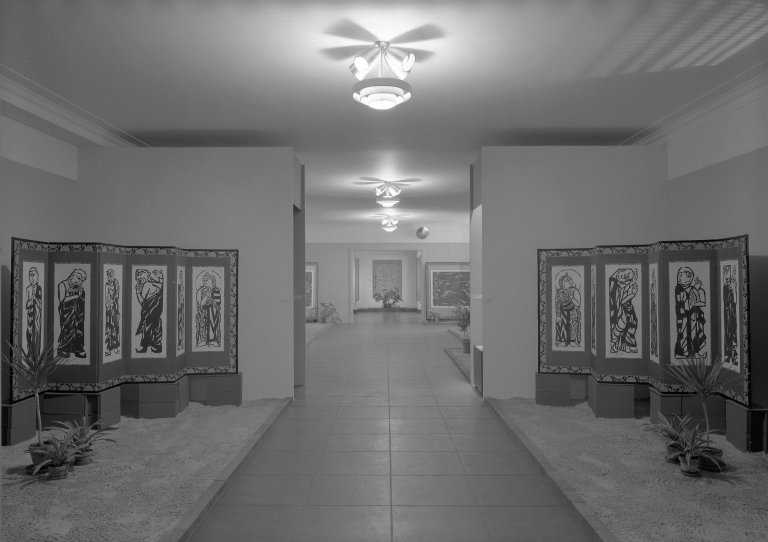
Xilogravurile lui Shiko Munakata la Muzeul din Brooklyn, 9 ianuarie - 18 februarie 1968.
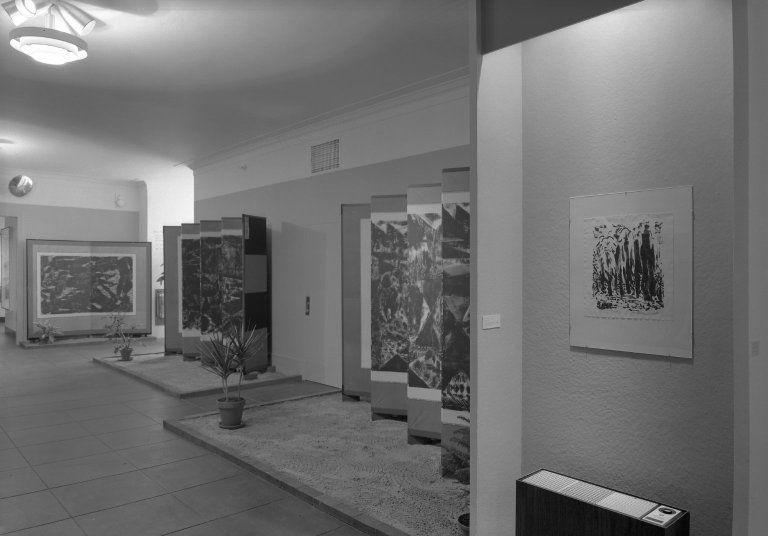
Xilogravurile lui Shiko Munakata la Muzeul din Brooklyn, 9 ianuarie - 18 februarie 1968.